# Zaruhi Kavaljian
Zaruhi Kavaljian (Zaruhi Kavalcian, en armenio: Զարուհի Քավալջյան, 1877 - 10 de junio de 1969) fue la primera médica de ascendencia armenia en Turquía.

## Biografía y formación
Zaruhi Kavaljian nació en la ciudad de Adapazarı (Turquía), en la familia del doctor Serob Kavalkian, que se había graduado de la Universidad de Boston en Medicina. Había trabajado en Adapazarı y en Izmit. Luego de graduarse en el Colegio Estadounidense para Niñas en Adapazarı en 1898, Kavaljian viajó a los Estados Unidos, ya que en el Imperio Otomano las mujeres tenían prohibido estudiar Medicina. En 1903 se graduó en la Universidad de Illinois. En 1904 regresó a su ciudad natal para trabajar como doctora con su padre, mientras que enseñaba Biología en su escuela.
Durante la Primera Guerra Mundial, Kavaljian trabajó en instituciones donde se atendían a los heridos. En 1921, junto con el Colegio Estadounidense, se mudó a Estambul, al distrito de Üsküdar. Falleció el 10 de junio de 1969 y fue enterrada en el Cementerio Armenio Protestante de Ferriccio.